# Horné Obdokovce
Horné Obdokovce (Hongaars: Felsőbodok) is een Slowaakse gemeente in de regio Nitra, en maakt deel uit van het district Topoľčany.
Horné Obdokovce telt 1.576 inwoners.